# Liis Saharov
Liis Saharov (* 30. August 1980 in Türi) ist eine estnische Fußballspielerin.
Saharov spielte unter anderen für den FC Flora Tallinn. Für die Nationalmannschaft Estland bestritt sie bisher 12 Länderspiele.